# K-On!
K-On! (けいおん!?, Keion!) è un manga scritto e disegnato da Kakifly, serializzato in formato yonkoma sulla rivista Manga Time Kirara di Hōbunsha dal 9 aprile 2007 al 28 giugno 2012. Il titolo della serie deriva dalla parola giapponese con cui si indica la musica leggera, cioè keiongaku (軽音楽?).
Successivamente l'opera è stata adattata in una serie anime divisa in due stagioni: la prima, composta da 13 episodi, è stata trasmessa in Giappone dall'aprile al giugno 2009; la seconda, intitolata K-On!! (con due punti esclamativi) e composta da 24 episodi, è andata in onda dall'aprile al settembre 2010. Per entrambe le stagioni è stato prodotto un OAV, il primo uscito nel gennaio 2010 e il secondo nel marzo 2011. Nel dicembre 2011 è uscito il film cinematografico della serie. K-On! ha ottenuto grandi vendite in Giappone, e secondo i dati rilevati fino al 2011 i ricavi lordi del franchise ammontano a più di 15 miliardi di yen.
In Italia il manga è stato pubblicato da J-Pop dal 23 giugno 2012 al 26 ottobre 2013. Nel luglio 2018 è iniziato un manga spin-off intitolato K-On! Shuffle.

## Trama
Yui Hirasawa, Mio Akiyama, Ritsu Tainaka e Tsumugi Kotobuki sono quattro studentesse che si uniscono al club scolastico di musica leggera, per fare in modo che esso non sia smantellato per mancanza di membri. Tuttavia le quattro sono gli unici membri del club, e una di loro, Yui Hirasawa, non ha nessuna esperienza nell'usare uno strumento musicale o nel leggere la musica. Le altre componenti del gruppo l'aiuteranno a comprare una chitarra, a migliorare le proprie abilità, ed alla fine il gruppo riuscirà ad esibirsi al festival scolastico con grandi risultati.
Al secondo anno si unisce una quinta ragazza che si trova in prima, Azusa Nakano. All'inizio è sorpresa dalle abitudini del club, come bere tè, mangiare spuntini e fare poca pratica. Tuttavia capisce dopo un po' che il K-On è una specie di seconda famiglia.

## Personaggi

### Ho-kago Tea Time

Le protagoniste della serie

Yui Hirasawa (平沢 唯?, Hirasawa Yui)
Doppiata da: Aki Toyosaki (ed. giapponese)
Yui è uno dei membri del club di musica leggera e suona una chitarra elettrica Gibson Les Paul, che lei ha soprannominato "Giita" (ギー太?). Non è particolarmente brillante nello studio, e tende a distrarsi facilmente. Inoltre è particolarmente goffa e l'unica cosa che sembra interessarla davvero è il cibo (lei stessa ammette in un episodio che ciò nonostante non ingrassa). Tuttavia se si fissa con una cosa diventa abbastanza determinata. Ad esempio impara a suonare la chitarra in poco tempo, memorizzando le serie di posizioni da usare. Nonostante ciò non è in grado di leggere gli spartiti musicali, ed è in grado di accordare a orecchio la chitarra. Sua sorella minore Ui si prende cura di lei, preoccupandosi di molte delle sue responsabilità. Yui è anche una delle cantanti del gruppo, benché abbia la tendenza a dimenticare i testi delle canzoni. Le piace molto abbracciare gli amici e soprannominare cose e persone. Oltre che alla sua chitarra ha dato il nome al basso di Mio ("Elizabeth") e a Azusa ("Azu-Nyan", nyan come il verso dei gatti).
Ritsu Tainaka (田井中 律?, Tainaka Ritsu)
Doppiata da: Satomi Satō (ed. giapponese)
Ritsu è il presidente del club di musica leggera, e suona una batteria Yamaha Hipgig Drumset. Nel primo episodio Ritsu confessa a Yui di suonare la batteria, perché non riuscirebbe a stare dietro alle intricate posizioni delle dita di basso, chitarra o tastiera. Ha una personalità iperattiva ed allegra, anche se ha spesso qualche problema nel ricordarsi le attività importanti del club. Sin dall'infanzia è amica di Mio, e non perde mai occasione di approfittare delle paure dell'amica per spaventarla o metterla in imbarazzo; ciononostante, malgrado il suo carattere malizioso, tiene molto a lei e alle altre sue amiche. Ha un fratello più piccolo.
Mio Akiyama (秋山 澪?, Akiyama Mio)
Doppiata da: Yōko Hikasa (ed. giapponese)
Mio è l'esperta bassista del gruppo, ed utilizza un Fender Jazz Bass mancino. È una ragazza incredibilmente timida, inizialmente intenzionata ad iscriversi al club di letteratura, ma letteralmente costretta dall'amica Ritsu a far parte del club di musica leggera. Studentessa modello, Mio non è in grado di sopportare le storie dell'orrore ed è spesso la vittima di scherzi da parte di Ritsu, con la quale si dimostra spesso severa malgrado sia una ragazza generalmente molto dolce. Nonostante odi stare al centro dell'attenzione, oltre ad essere la bassista e la compositrice del gruppo, Mio è anche la principale cantante. In seguito ad un imbarazzante incidente avvenuto durante la prima esibizione dal vivo del gruppo, è stato fondato un fanclub dedicato a Mio. Il suo compleanno è il 15 gennaio.
Tsumugi Kotobuki (琴吹 紬?, Kotobuki Tsumugi)
Doppiata da: Minako Kotobuki (ed. giapponese)
Tsumugi, spesso chiamata semplicemente Mugi dagli amici, è una facoltosa ragazza dotata di un carattere dolce e gentile, nonché la tastierista del club di musica leggera. Il suo strumento è una tastiera Korg Triton Extreme 76 Key. Tsumugi è considerata un prodigio, dato che suona il piano da quando aveva quattro anni ed ha vinto anche numerosi riconoscimenti. La sua famiglia possiede numerose attività in Giappone, ed anche una in Finlandia, oltre che numerose abitazioni. Nel club, è anche colei che si preoccupa di fare e servire il te per tutti, e di rifornire l'aula con dolciumi e confetteria. Il suo compleanno è il 2 luglio.
Azusa Nakano (中野 梓?, Nakano Azusa)
Doppiata da: Ayana Taketatsu (ed. giapponese)
Azusa è la studentessa del primo anno che si unisce al club di musica leggera a metà della serie, suonando una chitarra elettrica Fender Mustang. Azusa è nella stessa classe di Ui, la sorella di Yui, ed ha un modo di fare un po' misterioso. Figlia di due artisti jazz, Azusa suona la chitarra da quando era bambina, ed essendo molto più matura della propria età, si trova un po' a disagio con gli aspetti più infantili delle altre ragazze del club. Anche per tale ragione, Azusa si affeziona in modo particolare a Mio, la più seria nel club. È soprannominata da Yui "Azu-Nyan" (nyan=miao) perché una volta si era messa le orecchie da gatto e aveva miagolato, anche se non sembra avere un particolare interesse per i gatti. È nata l'11 novembre.

### Sakuragaoka Girl's High School
Sawako Yamanaka (山中 さわ子?, Yamanaka Sawako)
Doppiata da: Asami Sanada (ed. giapponese)
Ex membro del club di musica leggera ed attuale insegnante della scuola, Sawako (irriverentemente chiamata "Sawa-chan" da Ritsu e Yui) è il consigliere del club di musica leggera. Molto amata dagli studenti per il suo carattere dolce e disponibile, Sawako non vuole che venga fuori il suo passato di ex musicista heavy metal ribelle e trasgressiva. Le uniche ad essere a conoscenza del passato della professoressa sono i componenti del club, con i quali Sawako si comporta in maniera completamente diversa rispetto a quella che è la sua immagine pubblica. Il suo compleanno è il 31 gennaio.
Nodoka Manabe (真鍋 和?, Manabe Nodoka)
Doppiata da: Chika Fujitō (ed. giapponese)
Nodoka è la migliore amica di Yui dai tempi dell'infanzia, diventata in seguito amica di tutti i membri del club di musica leggera, in particolare Mio, con cui capita in classe insieme a partire dal secondo anno. Molto gentile ed educata, oltre che una studentessa disciplinata e studiosa, Nodoka fa parte anche del comitato studentesco, di cui diventa presidente nel terzo anno.
Ui Hirasawa (平沢 憂?, Hirasawa Ui)
Doppiata da: Madoka Yonezawa (ed. giapponese)
Ui è la sorella minore di Yui, studentessa delle scuole medie ad inizio serie e dello stesso istituto della sorella e del club di musica leggera in seguito. A differenza della sorella, Ui è matura e responsabile; molto dolce e premurosa, si prende cura della casa e della sorella maggiore. Benché non faccia parte del club, Ui dimostrerà un innato talento nel suonare la chitarra, al punto di essere in grado di sostituire la sorella dopo pochissime prove. È nella stessa classe di Azusa, con cui è amica.
Jun Suzuki (鈴木 純?, Suzuki Jun)
Doppiata da: Yoriko Nagata (ed. giapponese)
Jun è un'amica e compagna di classe di Ui e Azusa. Ui cerca di convincerla ad entrare nel club di musica leggera, ma lei si rifiuta dopo una strana visita alla sala del club. Tuttavia, comincia a rimpiangere di non essere entrata nel club quando sente parlare di tutte le attività che esso fa. Ha un gatto domestico.
Sumire Saitō (斉藤 菫?, Saitō Sumire)
Sumire è una ragazza bionda e timida che si unisce ad Azusa, Ui e Jun dopo che Yui e le altre si sono diplomate. È una matricola del terzo anno, e lavora part time come cameriera presso il bar Kotobuki. Benché inizialmente spaventata da Sawako, Sumire diventerà la nuova batterista del gruppo. Proprio come Tsumugi, Sumire è colei che si occupa di preparare il tè alle compagne.
Nao Okuda (奥田 直?, Okuda Nao)
Un'altra matricola nella stessa classe di Sumire. È passata attraverso numerosi club, prima di decidersi ad entrare a far parte del club di musica leggera.

### J. Women's University
Akira Wada (和田 晶?, Wada Akira)
Un nuovo personaggio introdotto nel nuovo manga della serie, membro di un gruppo chiamato OnNaGumi (女組? lett. "Banda delle ragazze") insieme alle amiche Ayame e Sachi. Akira entra a far parte del club di musica leggera dell'università insieme a Yui ed alle sue amiche. Ha i capelli corti e neri e tenta di aver un look minaccioso. Frequenta molte delle stesse lezioni di Yui, ed assume nel gruppo lo stesso ruolo che aveva Azusa durante la scuola. Suona una chitarra elettrica Gibson Les Paul nera, che lei ha soprannominato "Rosalie".
Sachi Hayashi (林 幸?, Hayashi Sachi)
Una delle amiche di Akira, dai capelli lunghi. Era la bassista nelle OnNaGumi ed è nella stessa facoltà di Mio.
Ayame Yoshida (吉田 菖?, Yoshida Ayame)
Una delle amiche di Akira, dai capelli biondi e corti. Era la batterista nelle OnNaGumi ed è nella stessa facoltà di Ritsu.
Megumi Sogabe (曽我部 恵?, Sogabe Megumi)
Doppiata da: Asumi Kodama (ed. giapponese)
Megumi è stata il presidente del consiglio degli studenti, prima che Nodoka le succedesse. È il presidente del fan club di Mio. Il suo personaggio comparirà di nuovo nella nuova serie del manga, in cui si scopre che frequenta la stessa università di Yui e delle altre.

## Manga

Foglio di francobolli dedicato a K-On! emesso dalle poste giapponesi

K-On! è iniziato come manga yonkoma scritto ed illustrato da Kakifly. la serializzazione del manga è iniziata su Manga Time Kirara, pubblicato dalla Hōbunsha nel maggio 2007. Il manga è anche comparso con cadenza bimestrale su Manga Time Kirara Carat, testata sorella di Manga Time Kirara, a partire da ottobre 2008. Il primo tankōbon è stato invece pubblicato il 26 aprile 2008, ed è stato licenziato dalla Yen Press per una pubblicazione in lingua inglese. In Indonesia, la serie è stata licenziata dalla Elex Media Komputindo. Il 27 novembre 2009 è stata pubblicata una antologia intitolata K-On! Anthology Comic (けいおん！アンソロジーコミック?, Keion! Ansorojī Komikku), in cui diversi mangaka hanno disegnato i personaggi di K-On! nel loro stile, a cui è seguito un secondo volume il 27 gennaio 2010. Ad aprile 2011 il manga è ricominciato in due riviste separate. I capitoli pubblicati su Manga Times Kirara, iniziati ad aprile 2011, si concentrano sulle quattro protagoniste originali, e la loro vita all'università, mentre i capitoli pubblicati su Manga Time Kirara Carat, partiti a giugno 2011 si concentrano sui personaggi di Azusa, Ui e Jun, nuovi membri del club di musica leggera.
In Italia il manga è stato pubblicato da J-Pop da giugno 2012 a ottobre 2013.

### Volumi
| Nº | Titolo italiano Giapponese 「Kanji」 - Rōmaji                            | Data di prima pubblicazione              | Data di prima pubblicazione              |
| Nº | Titolo italiano Giapponese 「Kanji」 - Rōmaji                            | Giapponese                               | Italiano                                 |
| 1  | K-On! 1 「けいおん！ １」 - Keion! 1                                     | 26 aprile 2008 ISBN 978-4-8322-7693-2    | 23 giugno 2012 ISBN 978-88-6634-266-3    |
| 2  | K-On! 2 「けいおん！ ２」 - Keion! 2                                     | 26 febbraio 2009 ISBN 978-4-8322-7781-6  | 28 luglio 2012 ISBN 978-88-6634-267-0    |
| 3  | K-On! 3 「けいおん！ ３」 - Keion! 3                                     | 18 aprile 2009 ISBN 978-4-8322-7869-1    | 25 agosto 2012 ISBN 978-88-6634-279-3    |
| 4  | K-On! 4 「けいおん！ ４」 - Keion! 4                                     | 27 settembre 2010 ISBN 978-4-8322-7943-8 | 22 settembre 2012 ISBN 978-88-6634-269-4 |
| 5  | K-On! College 「けいおん！ ｃｏｌｌｅｇｅ」 - Keion! College             | 27 settembre 2012 ISBN 978-4-8322-4196-1 | 26 ottobre 2013 ISBN 978-88-6634-593-0   |
| 6  | K-On! Highschool 「けいおん！ ｈｉｇｈｓｃｈｏｏｌ」 - Keion! Highschool | 27 ottobre 2012 ISBN 978-4-8322-4209-8   | 28 settembre 2013 ISBN 978-88-6634-593-0 |

## Anime

Logo della serie

Un adattamento animato di 12 episodi più un extra, diretto da Naoko Yamada, scritto da Reiko Yoshida e prodotto dalla Kyoto Animation, è stato trasmesso fra il 3 aprile ed il 26 giugno 2009 da TBS in Giappone. Gli episodi dell'anime sono stati successivamente trasmessi anche su altri canali, fra cui BS-i, MBS e Chubu-Nippon Broadcasting. Le trasmissioni della TBS sono andate in onda nel formato 4:3, mentre dalle trasmissioni della BS-TBS in poi si è passati al widescreen. Sono stati pubblicati sette DVD e Blu-ray dalla Pony Canyon fra il 29 luglio 2009 ed il 20 gennaio 2010, in cui sono stati inclusi dei brevi episodi della durata di 3 minuti dal titolo Ura-On! (うらおん！?). Un ulteriore episodio OAV è stato inserito nell'ultimo DVD e Blu Ray pubblicato. Animax ha trasmesso K-On! ad Hong Kong e Taiwan, mentre una versione doppiata in inglese è stata trasmessa da Animax Asia a partire dal 16 marzo 2010. Il 30 dicembre 2009 durante il concerto Let's Go a Yokohama è stata annunciata la produzione di una seconda stagione di 24 episodi più due extra, intitolata K-On!! (con due punti esclamativi) la cui trasmissione è iniziata su TBS il 7 aprile 2010. Come la precedente stagione, nei DVD e Blu-ray sono presenti gli episodi Ura-On!! e un episodio OAV nell'ultima uscita.

### Colonna sonora
La prima sigla d'apertura dell'anime è Cagayake! GIRLS di Aki Toyosaki con Yōko Hikasa, Satomi Satō e Minako Kotobuki. Invece la sigla di chiusura è Don't say "lazy" di Yōko Hikasa con Aki Toyosaki, Satomi Satō e Minako Kotobuki. I singoli delle due sigle sono stati pubblicati il 22 aprile 2009. Un singolo contenente l'image song Fuwa Fuwa Time (ふわふわ時間?) usato nel sesto episodio è stato pubblicato il 20 maggio 2009. Una serie di Image song dedicate ai personaggi principali sono state pubblicate come singoli: I singolo di Yui Sunday Siesta (cantato da Aki Toyosaki) e Mio Heart Goes Boom (cantato da Yōko Hikasa) sono stati pubblicati il 17 giugno 2009. I singoli di Ritsu Let's Go (cantato da Satomi Satō), Tsumugi Dear My Keys (cantato da Minako Kotobuki) e Azusa Jaja Uma Way To Go (cantato da Ayana Taketatsu) sono stati pubblicati il 26 agosto 2009. I singoli di Ui Hirasawa Lovely Sister Love (cantato da Madoka Yonezawa) e Nodoka Manabe Cooly Hotty (cantato da Chika Fujitō) sono stati pubblicati il 21 ottobre 2009. L'album contenente la colonna sonora dell'anime, in gran parte composta da Hajime Hyakkoku è stata pubblicata il 3 giugno 2009. Le quattro canzoni presenti nell'ottavo episodio dell'anime hanno invece composto un mini album intitolato Ho-kago Tea Time (放課後ティータイム?) e pubblicato il 22 luglio 2009. Il singolo Maddy Candy della band del personaggio di Sawako, i Death Devil, è stato pubblicato il 12 agosto 2009.
La sigla di apertura della seconda stagione dell'anime è Go! Go! Maniac mentre la prima sigla di chiusura è Listen!!, entrambe cantate da Aki Toyosaki, Yōko Hikasa, Satomi Satō, Minako Kotobuki, e Ayana Taketatsu. I singoli contenenti i due brani sono stati pubblicati il 28 aprile 2010. Dall'episodio 14 in poi, le sigle di apertura e chiusura sono rispettivamente Utauyo!! Miracle e No, Thank You!, entrambe di Aki Toyosaki, Yōko Hikasa, Satomi Satō, Minako Kotobuki, e Ayana Taketatsu. I singoli contenenti queste canzoni sono stati pubblicati il 4 agosto 2010. Il singolo Pure Pure Heart sempre cantato da Aki Toyosaki, Yōko Hikasa, Satomi Satō, Minako Kotobuki, e Ayana Taketatsu è stato pubblicato il 2 giugno 2010. Un altro singolo della band di Sawako, i Death Devil, intitolato Love è stato pubblicato il 23 giugno 2010. Tutti i singoli e gli album sono pubblicati dalla Pony Canyon. Una seconda serie di image song dedicate ai personaggi della serie dovrebbe iniziare a partire dall'8 ottobre 2010.

### Episodi

#### Prima stagione
| Nº    | Titolo italiano (traduzione letterale) Giapponese 「Kanji」 - Rōmaji | In onda         | In onda |
| Nº    | Titolo italiano (traduzione letterale) Giapponese 「Kanji」 - Rōmaji | Giapponese      |         |
| 1     | Club abolito! 「廃部！」 - Haibu!                                    | 3 aprile 2009   |         |
| 2     | Strumenti musicali! 「楽器！」 - Gakki!                              | 10 aprile 2009  |         |
| 3     | Allenamento speciale! 「特訓！」 - Tokkun!                           | 17 aprile 2009  |         |
| 4     | Ritiro! 「合宿！」 - Gasshuku!                                       | 24 aprile 2009  |         |
| 5     | Referente! 「顧問！」 - Komon!                                       | 1º maggio 2009  |         |
| 6     | Festival scolastico! 「学園祭！」 - Gakuensai!                       | 8 maggio 2009   |         |
| 7     | Natale! 「クリスマス！」 - Kurisumasu!                               | 15 maggio 2009  |         |
| 8     | Matricole! 「新歓！」 - Shinkan!                                     | 22 maggio 2009  |         |
| 9     | Nuovo membro per il club! 「新入部員！」 - Shinnyū buin!             | 29 maggio 2009  |         |
| 10    | Un altro ritiro! 「また合宿！」 - Mata gasshuku!                     | 5 giugno 2009   |         |
| 11    | Crisi! 「ピンチ！」 - Pinchi!                                        | 12 giugno 2009  |         |
| 12    | K-ON! 「軽音！」 - Keion!                                            | 19 giugno 2009  |         |
| Extra | Un giorno d'inverno! 「冬の日！」 - Fuyu no hi!                      | 26 giugno 2009  |         |
| OAV   | Live House! 「ライブハウス！」 - Raibu Hausu!                        | 20 gennaio 2010 |         |

##### Ura-On!
| Nº      | Titolo italiano (traduzione letterale) Giapponese 「Kanji」 - Rōmaji                                                | In onda           | In onda |
| Nº      | Titolo italiano (traduzione letterale) Giapponese 「Kanji」 - Rōmaji                                                | Giapponese        |         |
| Special | Live! 「ライブ！」 - Raibu!                                                                                         | 25 luglio 2009    |         |
| 1       | Serie di curiosità di Yui 「唯の気になるシリーズ」 - Yui no kininaru shirīzu                                        | 29 luglio 2009    |         |
| 2       | Serie di scatti fotografici di Ritsu 「りっちゃんのとっちゃうぞシリーズ」 - Ritchan no totchau zo shirīzu           | 19 agosto 2009    |         |
| 3       | Le mutandine di Mio 「みおのおパンツ」 - Mio no o-pantsu                                                            | 16 settembre 2009 |         |
| 4       | Piccola Yui 「ちびゆいちゃん」 - Chibi Yui-chan                                                                     | 21 ottobre 2009   |         |
| 5       | Serie dell'isola disabitata del club di musica leggera 「けいおんぶの無人島シリーズ」 - Keion-bu no mujintō shirīzu | 18 novembre 2009  |         |
| 6       | Serie di animali 「どうぶつシリーズ」 - Dōbutsu shirīzu                                                             | 16 dicembre 2009  |         |
| 7       | Capitolo… d'inverno 「冬⋯ の巻」 - Fuyu… no maki                                                                    | 20 gennaio 2010   |         |

#### Seconda stagione
| Nº     | Titolo italiano (traduzione letterale) Giapponese 「Kanji」 - Rōmaji      | In onda           | In onda |
| Nº     | Titolo italiano (traduzione letterale) Giapponese 「Kanji」 - Rōmaji      | Giapponese        |         |
| 1      | Terzo anno! 「高３！」 - Kō-san!                                          | 7 aprile 2010     |         |
| 2      | Pulizie! 「整頓！」 - Seiton!                                             | 13 aprile 2010    |         |
| 3      | Batterista! 「ドラマー！」 - Doramā!                                      | 20 aprile 2010    |         |
| 4      | Gita! 「修学旅行！」 - Shūgaku ryokō!                                     | 27 aprile 2010    |         |
| 5      | Rimanere indietro! 「お留守番！」 - Orusuban!                             | 4 maggio 2010     |         |
| 6      | Stagione delle piogge! 「梅雨！」 - Baiu!                                 | 11 maggio 2010    |         |
| 7      | Tea Party! 「お茶会！」 - Ochakai!                                        | 18 maggio 2010    |         |
| 8      | Carriera! 「進路！」 - Shinro!                                            | 25 maggio 2010    |         |
| 9      | Esami! 「期末試験！」 - Kimatsu shiken!                                   | 1º giugno 2010    |         |
| 10     | Insegnante! 「先生！」 - Sensei!                                          | 8 giugno 2010     |         |
| 11     | Caldo! 「暑い！」 - Atsui!                                                | 15 giugno 2010    |         |
| 12     | Festival estivo! 「夏フェス！」 - Natsufesu!                              | 22 giugno 2010    |         |
| 13     | Biglietto d'auguri di fine estate! 「残暑見舞い！」 - Zansho mimai!       | 29 giugno 2010    |         |
| 14     | Lezioni estive! 「夏期講習！」 - Kaki kōshū!                              | 6 luglio 2010     |         |
| 15     | Maratona! 「マラソン大会！」 - Marason taikai!                            | 13 luglio 2010    |         |
| 16     | Senpai! 「先輩！」 - Senpai!                                              | 20 luglio 2010    |         |
| 17     | Senza l'aula di musica! 「部室がない！」 - Bushitsu ga nai!               | 27 luglio 2010    |         |
| 18     | Protagonista! 「主役！」 - Shuyaku!                                       | 3 agosto 2010     |         |
| 19     | Romeo e Giulietta! 「ロミジュリ！」 - RomiJuri!                           | 10 agosto 2010    |         |
| 20     | Un altro festival scolastico! 「またまた学園祭！」 - Mata mata gakuensai! | 17 agosto 2010    |         |
| 21     | Annuario! 「卒業アルバム！」 - Sotsugyō arubamu!                          | 24 agosto 2010    |         |
| 22     | Esami d'ammissione! 「受験！」 - Jyuken!                                  | 31 agosto 2010    |         |
| 23     | Doposcuola! 「放課後！」 - Hōkago!                                        | 7 settembre 2010  |         |
| 24     | Cerimonia di diploma! 「卒業式！」 - Sotsugyōshiki!                       | 14 settembre 2010 |         |
| Extra  | Progetti futuri! 「企画会議！」 - Kikaku kaigi!                           | 21 settembre 2010 |         |
| Extra2 | Visita! 「訪問！」 - Hōmon!                                               | 28 settembre 2010 |         |
| OAV    | Piano! 「計画！」 - Keikaku!                                              | 16 marzo 2011     |         |

##### Ura-On!!
| Nº | Titolo italiano (traduzione letterale) Giapponese 「Kanji」 - Rōmaji                                                                         | In onda           | In onda |
| Nº | Titolo italiano (traduzione letterale) Giapponese 「Kanji」 - Rōmaji                                                                         | Giapponese        |         |
| 1  | Cartomanzia per tutti 「みんなで占い」 - Minna de uranai                                                                                     | 30 luglio 2010    |         |
| 2  | Storie di souvenir 「おみやげ話」 - Omiyage banashi                                                                                          | 18 agosto 2010    |         |
| 3  | Voglio avere dei gemelli 「きょうだいほしい」 - Kyōdai hoshii                                                                                | 15 settembre 2010 |         |
| 4  | Sogni d'infanzia 「子どものコロのゆめ」 - Kodomo no koro no yume                                                                             | ottobre 2010      |         |
| 5  | MC Gran Prix 「ＭＣグランプリ」 - MC Guran Puri                                                                                              | novembre 2010     |         |
| 6  | Ura-On! Cucinare in 3 minuti 「うらおん！３分クッキング」 - Uraon! 3-pun kukkingu                                                            | dicembre 2010     |         |
| 7  | Produzione di un musical alla Sakuragaoka 「桜が丘かげき団」 - Sakuragaoka kageki dan                                                        | gennaio 2011      |         |
| 8  | C'era una volta 「むかしばなし」 - Mukashibanashi                                                                                            | febbraio 2011     |         |
| 9  | Aiutaci! Yui-chanman / Rap del club di musica leggera 「おたすけ！ゆいちゃんマン／けいおんぶラップ」 - Otasuke! Yui-chanman / Keion-bu rappu | marzo 2011        |         |

### Videogiochi
Un videogioco musicale intitolato K-On! Hōkago Live!! (けいおん！ 放課後ライブ！！?, Keion! Hōkago Raibu!!) è stato sviluppato dalla SEGA per PlayStation Portable, ed è disponibile dal 30 settembre 2010. Il 21 giugno 2012 il gioco è stato rimasterizzato in una versione HD disponibile su PlayStation 3.
Un videogioco arcade, sviluppato da Atlus e intitolato K-On! Hōkago Rhythm Time (けいおん！ 放課後リズムタイム?, Keion! Hōkago Rizumu Taimu), è uscito nella primavera del 2013. Un altro videogioco dello stesso genere, intitolato K-On! Hōkago Rhythm Selection, è uscito il 13 novembre 2014.

### Film
Un film d'animazione è stato annunciato alla fine della seconda stagione dell'anime. Il film, prodotto dalla Kyoto Animation con Naoko Yamada come regista, è uscito il 3 dicembre 2011, guadagnando 316 310 000 yen in 137 sale in cui il film veniva proiettato durante il primo weekend e diventando il film più visto della settimana in Giappone, dietro soltanto al film Kaibutsu-kun. Il DVD e il Blu-ray del film è stato pubblicato il 18 luglio 2012.
Le ragazze del K-On! come stabilito nell'episodio speciale della seconda stagione faranno un viaggio preesame a Londra: la terra del Rock. Durante il viaggio Yui e le altre penseranno a cosa fare per Azusa una volta che si siano diplomate. Alla fine decideranno di dedicarle una canzone ed inizieranno a scrivere il testo di Tenshi ni fureta yo.
La sigla di apertura del film è intitolata Ichiban ippai (いちばんいっぱい?) ed è cantata da Aki Toyosaki, mentre quella di chiusura è Singing!! ed è cantata da Yōko Hikasa.